# Rudolf Cvetko
Rudolf Cvetko (Senožeče, 17 novembre 1880 – Lubiana, 15 dicembre 1977) è stato uno schermidore sloveno, specialista della sciabola.
Fu il primo sloveno ad aver vinto una medaglia ai Giochi olimpici per l'Austria.